# Ad Mures
Ad Mures római segédcsapat-tábor (castellum) és falu volt Pannoniában a Duna mentén, a mai Ács külterületén.

## Elhelyezkedése

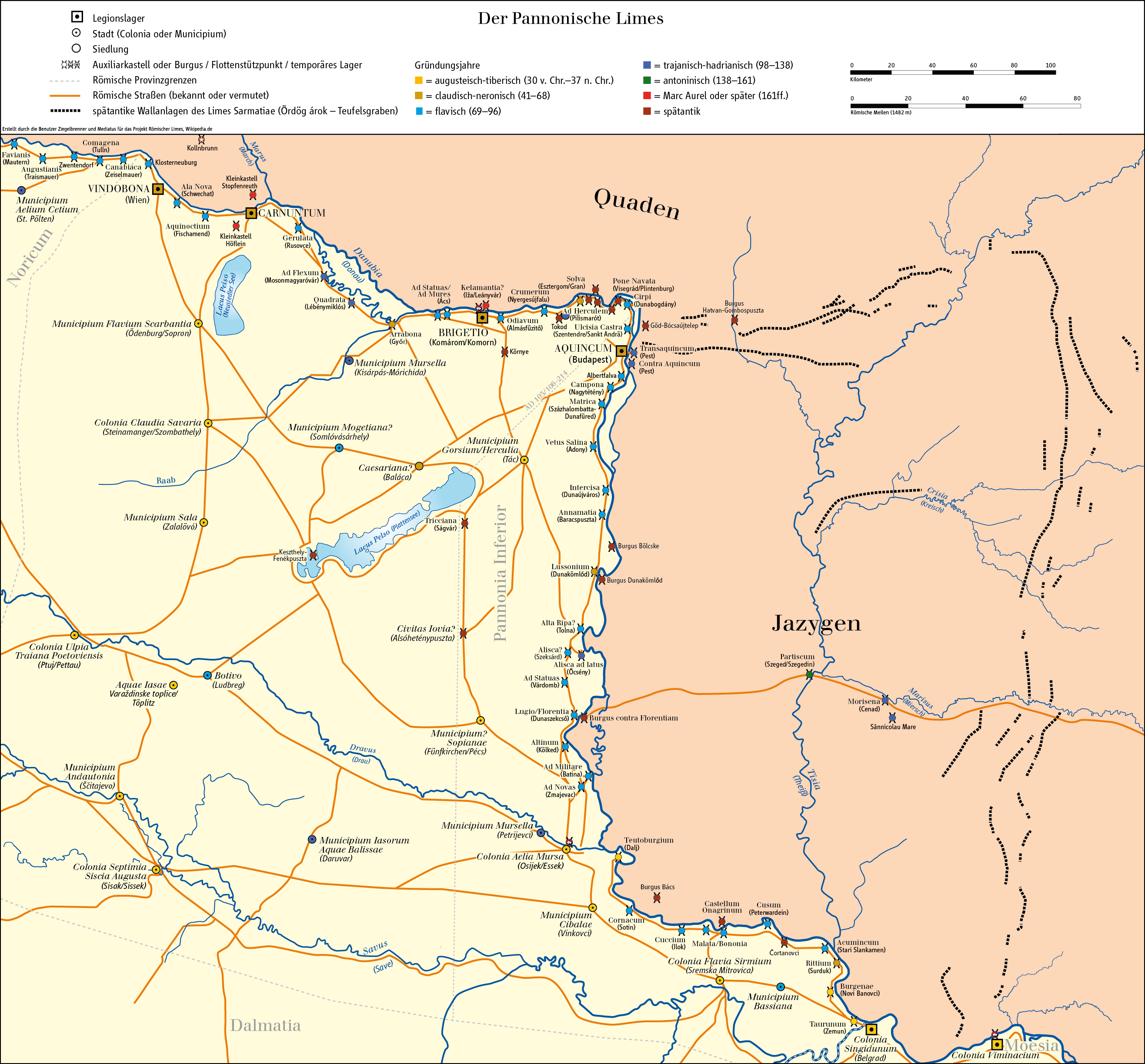
Ad Mures Pannoniában

Ad Mures a Concó-patak dunai torkolatánál helyezkedett el. Maradványai ma Ács külterületén, a lovadi szőlőkben lévő Bumbumkút környékén találhatóak. Ad Mures az Arrabonát Brigetióval (hosszabb távon Vindobonát Aquincummal) összekötő út mentén feküdt. Nyugatról mindössze hét kilométerre Ad Statuas segédcsapat-tábora, keletről pedig Brigetio légióstábora volt két szomszédos állomása az út mentén. Mivel a római erődöket általában egymástól nagyobb távolságra, 20-30 km kilométerre építették, ez a sűrűség arra utal, hogy ezen a szakaszon komolyabb barbár támadásokra lehetett számítani.
Ad Muresnél ágazott le a limes útjáról a Balaton környékére vezető belső-pannoniai út, mely a mai Nagyigmánd-Kisbér útirányban haladt dél felé. Ennek mentén alakult ki feltehetően az a falu, melynek nyomai a mai Ács nyugati részén kerültek elő.

## Kutatása
Ács környékének római kori leletei már a 19. században is ismertek voltak. Először Fényes Elek 1848-ban számolt be a lovadi szőlőkben, a Bumbum-lyuknál talált régiségekről (pl. faragott kövek, katakombák). Rómer Flóris 1863-ban romokat említett a területen, a Komáromi Lapok pedig 1886-ban számolt be a maradványokról. A romokat 1874-ben azonosították az Ad Mures nevű erőddel. A század végén több lelet előkerüléséről is beszámol Gyulay Rudolf illetve a komáromi régészeti egylet. A 20. század elején Ács birtokosa, gróf Zichy Jenő gyűjtött parkja díszítésére római köveket a környéken. A pannoniai úthálózatot feltérképező Lovas Elemér 1937-ben írt itteni leletek (pl. 4. századi sírok) előkerüléséről. 1952-ben faragott kövekre, 1954-ben iskolaépítés közben sírokra bukkantak.
Dokumentált régészeti feltárás csak a II. világháború alatt és után zajlott Ácson. Barkóczi László 1944-ben, 1948-ban és 1951-ben végzett kutatásokat a Bumbum kút környékén, majd az 1956-ban során előkerült kőleleteket a tatai Kuny Domokos Múzeum igazgatója, Dobroszláv Lajos 2. századiként azonosította. 1984-ben és 1988-89-ben Tóth Endre végzett ásatást a területen, ekkor a tábor keleti falát és az azt övező árkot tárták fel.

## Története
Az erődben talált, légiós bélyegekkel ellátott téglák alapján építése a 2. század legelejére, Traianus uralkodásának idejére tehető. Ez azt jelenti, hogy a közeli Brigetio légióstáborral egy időben hozták létre. 
Egyes vélemények szerint a táborban nem egy ala, hanem a brigetioi legio I Adiutrix egyik vexillatioja (légióhoz tartozó, de külön állomásozó alegység) tartózkodott.
A 2. században Pannonia Superior (Felső-Pannonia) része volt, majd a 3. század elején, Caracalla császár átcsatolta Pannonia Inferior (Alsó-Pannonia) provinciához. Ennek 296-ban bekövetkezett felosztásakor a tábor közelében húzódott Pannonia Prima és Pannonia Valeria határa. Ad Mures Brigetioval együtt az utóbbihoz tartozott. A barbár támadások fokozódásával más pannoniai erődökhöz hasonlóan Ad Murest is átépítették a 4. században, melyre a délkeleti sarkánál feltárt patkó alakú torony maradványai utalnak. Az erőd elhagyására és pusztulására nincsenek adataink, valószínűleg a többi hasonló pannoniai létesítménnyel együtt az 5. század eleji hun támadások hatására hagyták el a rómaiak.

## Leírása
Az erőd eredetileg fából készült, majd később kőfalúvá építették át. Szélessége 130, hosszúsága legalább 175 méter volt, amit egy 1954-es légi felvétel alapján állapítottak meg. Hosszát azonban nem sikerült pontosan meghatározni, mivel északi részét a Duna elárasztotta. A tábort kívülről egy védőárok övezte. Az erődöt a katonák családtagjainak, kiszolgálószemélyzetének otthont adó falu (vicus) vette körül. A temető az erődből kelet felé kivezető út mentén helyezkedett el. Ma már nehéz azonosítani, mert a mai medrénél délebbre folyó Duna és a Concó-patak áradásai nagy részét elmosták.